# Primera División de Republica Dominicana
Primera División de Republica Dominicana este o competiție de fotbal din zona CONCACAF.

## Echipele sezonului 2010
- Club Barcelona Atletico (Santo Domingo)
- Bauger FC (Santo Domingo)
- Deportivo Pantoja (Santo Domingo)
- DoSa ALaVeR (La Vega)
- Moca FC (Moca)
- SDB Jarabacoa (La Vega)
- San Cristóbal FC
- Universidad O&M (Santo Domingo)

## Foste campioane
| - necunoscut intre 1970 si 1971 - 1972 : UCMM (Santiago de los Caballeros) - 1973 : UCMM (Santiago de los Caballeros) - 1974 : UCMM (Santiago de los Caballeros) - 1975 : necunoscut - 1976 : Moca FC - 1977 : necunoscut - 1978 : Don Bosco (Moca) - necunoscut între 1979 și 1990 | - 1991 : Bancredicard (Santo Domingo) - necunoscut între 1992 și 1993 - 1994 : Bancredicard (Santo Domingo) - necunoscut între 1995 și 1996 - 1997 : FC Santos (San Cristóbal) - 1998 : Domingo Savio (La Vega) - 1999 : Don Bosco (Moca) - 2000/01 : CD Pantoja (Pantoja) - 2001/02 : unknown | - 2002/03 : CD Pantoja (Pantoja) (or Domingo Savio (La Vega)?) - 2003/04 : Casa de España - 2005 : Jarabacoa - 2006 : La Vega |  |

### Liga Mayor
- 2001/02 : Baninter (Jarabacoa)
- 2002/03 : Baninter (Jarabacoa)
- 2003/04 : no championship
- 2004/05 : CD Pantoja (Pantoja)
- 2005/06 : nu s-a disputat
- 2007 : Barcelona FC (Santo Domingo)
- 2007/08 : nu s-a disputat
- 2009 : CD Pantoja (Pantoja)
- 2010 :